# Carlo Crotti
Carlo Pietro Davide Crotti (Costa Vescovato, 9 settembre 1900 – Tortona, 22 luglio 1963) è stato un calciatore e allenatore di calcio italiano, di ruolo centrocampista.

## Carriera
Molto impiegato nelle sue prime due stagioni con la Juventus, e autore di tre marcature nella prima di esse, lo fu invece una sola volta nella stagione dello scudetto 1930-1931, e precisamente nella gara interna contro il Livorno (1º febbraio 1931).
Fu a lungo giocatore del Derthona, a cominciare dalla stagione 1921-1922, squadra con la quale visse alcune esperienze da allenatore.

## Palmarès

### Competizioni nazionali
- Campionato italiano: 1

Juventus: 1930-1931